# Eugenia dyeriana
Syzygium dyerianum là một loài thực vật thuộc họ Myrtaceae. Đây là loài đặc hữu của Malaysia.